# Friba Razayee
Friba Razayee (Persky: فریبا رضایی) (narozena 3. září, 1985) je afghánská judistka. V roce 2004, byla spolu s Robin Muqimyarovou první afghánskou ženou, která se účastnila Olympijských her.